# Чигарёва, Евгения Ивановна
Евге́ния Ива́новна Чигарёва (род. 13 февраля 1939, Воронеж) — советский и российский музыковед, филолог, педагог, музыкальный критик. Доктор искусствоведения (1998), профессор.

## Биографические данные
В 1962 году окончила филологический факультет Московского государственного университета.
В 1968 году окончила Московскую консерваторию по специальности «музыковедение», в 1972 году — аспирантуру при консерватории.
В 1977 году защитила кандидатскую диссертацию «Организация выразительных средств как основа индивидуальности музыкального произведения : на примере творчества Моцарта последнего десятилетия» (научный руководитель — Е. В. Назайкинский).
В 1992—1993 годах проходила научную стажировку в Институте мировой литературы им. А. М. Горького (отдел теории литературы, научный консультант — доктор филологических наук А. В. Михайлов).
В 1998 году защитила докторскую диссертацию (тема: «Моцарт в контексте культуры его времени. Художественная индивидуальность. Семантика»).
В 1963—1970 годах преподавала в Детской музыкальной школе при Музыкальном училище Московской консерватории.
В 1970—1985 годах — преподаватель теоретических дисциплин Музыкального училища при Московской консерватории.
С 1985 года работает на кафедре теории музыки Московской консерватории. С 1986 — доцент, с 2002 — профессор.
Среди учеников: музыковеды Ю. Бочаров, Л. Кириллина, В. Ценова; Е. Дубинец, А. Казурова, И. Скворцова; композиторы Е. Бутузова, С. Загний, К. Уманский, Е. Фирсова.

## Научная деятельность
Направления научно-исследовательской деятельности: австрийская культура, творчество В. А. Моцарта и его современников, проблемы музыкального языка в некоторых стилях XX века (Б. Бартока, А. Г. Шнитке, А. Л. Локшина и других), семантика музыкального языка, слово и музыка, художественная индивидуальность музыкального произведения.

## Общественная активность
- Член Союза композиторов России;
- Член Российского отделения Международного общества по изучению творчества И. Гёте и культуры его времени при Научном совете по истории мировой культуры Российской академии наук (Московское отделение Goethe-Gesellschaft in Weimar)

## Звания и награды
- Лауреат ІІІ Всесоюзного конкурса музыковедов им. Б. В. Асафьева (1992, за книгу «Альфред Шнитке: очерк жизни и творчества», в соавторстве с В. Н. Холоповой).

## Семья
- Первый супруг — В. П. Бобровский (1906—1979), музыковед, доктор искусствоведения, профессор.
- Второй супруг — С. В. Тураев (1911—2008), литературовед, доктор филологических наук, профессор.

## Печатные труды

### Книги
- Альфред Шнитке: Очерк жизни и творчества [в соавторстве с В. Н. Холоповой]. — М.: Советский композитор, 1990. 351 с.;
- Оперы Моцарта в контексте культуры его времени: Художественная индивидуальность. Семантика. — М., 2000. 2-е изд. 2001;
- Жизнь музыки. К 100-летию со дня рождения В. П. Бобровского. Составитель (совместно с Е. Р. Скурко) и автор статьи. Научные труды Московской государственной консерватории имени П. И. Чайковского. Сборник 64. — М., Научно-издательский центр «Московская консерватория», 2009. 269 с.
- На пути к вере. Воспоминания и размышления. — М.: Волшебный фонарь, 2010. 174 С.
- Бела Барток сегодня. Сборник статей. Научные труды Московской государственной консерватории имени П. И. Чайковского. Сборник 74. — М., Научно-издательский центр «Московская консерватория», 2012. 198 с.
- Художественный мир Альфреда Шнитке. Очерки. — СПб., «Композитор», 2015. 367 с.

### Статьи
| - «Тема-эпиграф» Пятнадцатого квартета (Бетховена) // Советская музыка. 1970. № 12; |